# 水上芳美
水上 芳美（みずかみ よしみ、1921年2月17日 - 2006年3月20日）は、日本の経営者。長谷川工務店(現在の長谷工コーポレーション)社長、会長を務めた。

## 経歴
兵庫県出身。1944年に神戸商業大学 (旧制)（現・神戸大学）を卒業。1946年に長谷川工務店に入社。1949年1月には早くも取締役に就任し、1960年2月常務、1962年12月専務となり長谷工の業績拡大に合わせて昇進を重ねる。1966年2月副社長就任を経て、1969年7月に同社創業者長谷川武彦の後を受けて第2代社長に就任。1987年8月に会長に就任するまで18年間社長職にあった。1996年6月に取締役相談役に退き、1998年6月から翌年まで顧問も務めた。日本高層住宅協会副理事長、不動産協会、東京建設業協会、経済団体連合会各理事などの要職にも推された。
1993年11月に勲三等瑞宝章を受章。
2006年3月20日脳梗塞のために死去。85歳没。